# Катастрофа Boeing 737 в Манчестере
Катастрофа Boeing 737 в Манчестере — крупная авиационная катастрофа, произошедшая в четверг 22 августа 1985 года в аэропорту Манчестера. Авиалайнер Boeing 737-236 Advanced авиакомпании British Airtours совершал чартерный рейс KT328 по маршруту Манчестер—Керкира, но во время разгона по взлётной полосе прервал взлёт из-за сильнейшего пожара двигателя №1 (левого), охватившего хвостовую часть самолёта. Из находившихся на его борту 137 человек (131 пассажир и 6 членов экипажа) погибли 55, ещё 15 получили тяжёлые ранения.
Причинами катастрофы стали отказ и пожар двигателя №1 (левого) из-за усталостных изменений металла и некачественного ремонта.

## Сведения о рейсе 328

### Самолёт

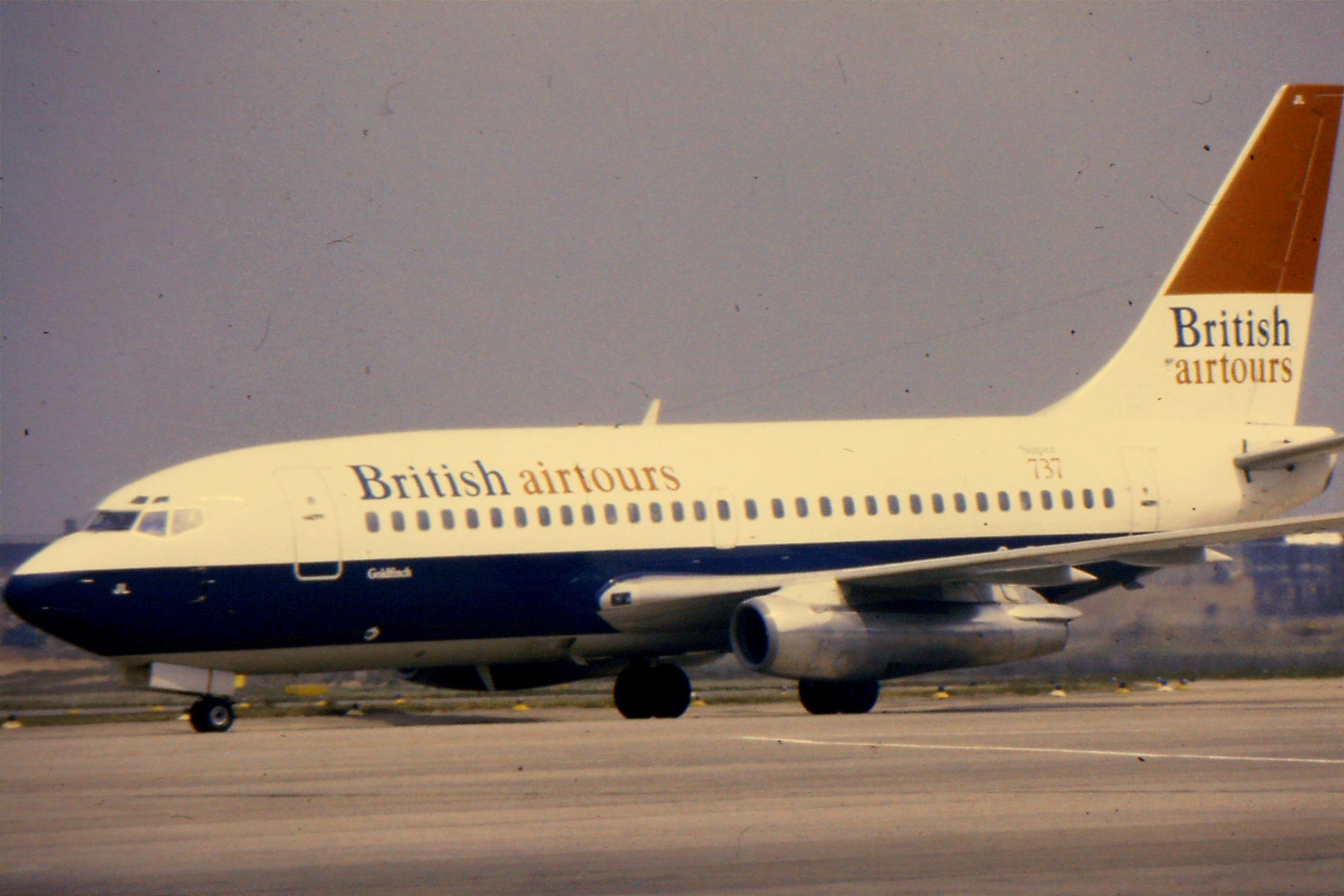
Сгоревший самолёт в 1982 году

Boeing 737-236 Advanced (регистрационный номер G-BGJL, заводской 22033, серийный 743) был выпущен в 1981 году (первый полёт совершил 26 февраля). 2 апреля того же года был передан авиакомпании British Airtours (дочерняя авиакомпания British Airways), где сменил два имени — Goldfinch и River Orrin. На день катастрофы 4-летний авиалайнер совершил 5907 циклов «взлёт-посадка» и налетал 12 977 часов.
Во время эксплуатации был модернизирован: пассажировместимость была увеличена со 115 до 130 мест по разработанной в British Airways модификации конфигурации. Согласно Федеральным правилам лётной годности такая конфигурация допускается при условии выполнения требований по экстренной эвакуации из самолёта. В Великобритании для сертификации данного типа самолёта со 130 пассажирскими местами 26 ноября 1970 года в аэропорту Лутон была проведена эвакуация из самолёта Boeing 737-204 авиакомпании Britannia Airways. Все 5 членов экипажа и 130 пассажиров были эвакуированы через выходы на левой стороне (передняя и задняя двери, а также аварийный выход) за 75 секунд.

#### Двигатели
Лайнер был оснащён двумя турбореактивными двигателями Pratt & Whitney JT8D-15A. При этом оба двигателя на момент катастрофы были переставлены на этот авиалайнер с других самолётов:
- Левый двигатель (№1, заводской номер P702868) был установлен 2 февраля 1984 года, за 1,5 года до катастрофы. В течение 1983 года он использовался в качестве макетного образца. После этого был отремонтирован и возвращён в эксплуатацию. Общая наработка 6552 цикла «взлёт-посадка» и 14 503 часа (из них после ремонта — 2036 циклов «взлёт-посадка» и 4611 часов).
- Правый двигатель (№2, заводской номер P702841) был установлен 7 февраля 1985 года, до этого эксплуатировался на другом авиалайнере. При этом его трижды внепланово снимали для технического обслуживания: в сентябре 1982 года, в августе 1983 года и в октябре 1984 года. До катастрофы имел общую наработку 7172 цикла «взлёт-посадка» и 9946 часов.

### Экипаж и пассажиры
Самолётом управлял опытный экипаж, состав которого был таким:
- Командир воздушного судна (КВС) — 39-летний Питер Террингтон (англ. Peter Terrington). Опытный пилот, был квалифицирован для полётов на PA-23, PA-30 и PA−39, HS-121 Trident, HS-748 и Boeing 737. Налетал 8441 час, 1276 из них на Boeing 737[10][11][12].
- Второй пилот — 52-летний Брайан Лав (англ. Brian Love). Очень опытный пилот, был квалифицирован для полётов на PA-18, PA-22[англ.], PA-25, PA-28 и PA-32, BAC 1-11, Boeing 737-200 и Boeing 737−300. Налетал 12 277 часов, 345 из них на Boeing 737[11][12].

В салоне самолёта работали четверо бортпроводников:
- Артур У. Брэдбери (англ. Arthur W. Bradbury), 39 лет — старший бортпроводник. Был квалифицирован для работы на Boeing 737 и Lockheed L-1011 TriStar. Проработал бортпроводником 9 лет (с 1976 года), до старшего бортпроводника был повышен 4 января 1985 года[14].
- Джоанна Тофф (англ. Joanna Toff), 26 лет. Была квалифицирована для работы на Boeing 737 и Lockheed L-1011 TriStar[14][13].
- Жаклин М. Урбански (англ. Jacqueline M. Urbanski), 23 года[13].
- Шэрон К. Форд (англ. Sharon K. Ford), 27 лет[13].

Всего на борту самолёта находились 137 человек — 6 членов экипажа и 131 пассажир (среди них находились 2 ребёнка).

## Хронология событий

### Прерванный взлёт
22 августа 1985 года Boeing 737-236 Advanced борт G-BGJL совершал чартерный рейс KT328 из Манчестера (Великобритания) в Керкиру (Греция) (расстояние по прямой около 2200 километров). Вылет производился из аэропорта Манчестера.
Предполётная подготовка самолёта, а также следование до взлётной полосы прошли в штатном режиме. В 06:12 BST рейс 328, получив разрешение авиадиспетчера, начал разгон по ВПП; управление взлётом осуществлял второй пилот по предварительной договорённости с КВС. Двигатели работали в максимальном режиме, авиалайнер нормативно набирал скорость (меньше чем за 30 секунд она поднялась до 150 км/ч) и в это время экипаж услышал хлопок. Командир тут же принял решение о прерывании взлёта; он крикнул Стоп! и начал торможение: запустил реверс и применил «воздушные тормоза» (спойлеры). В этот момент скорость самолёта составляла около 235 км/ч. Одновременно второй пилот максимально воздействовал на колёсные тормоза. Заметив это, КВС приказал не блокировать тормоза шасси, предполагая, что хлопок мог быть вызван лопнувшим колесом. Второй пилот стал тормозить прерывисто.
Спустя 9 секунд скорость самолёта упала до 160 км/ч. В кабине экипажа зазвучала пожарная сигнализация, сообщавшая о возгорании левого двигателя (№1). Из кабины они не видели силу пламени, тогда как пассажиры наблюдали вырывавшийся из двигателя интенсивный огонь, жар от которого приводил к возникновению трещин на стёклах иллюминаторов. Внутрь самолёта начал просачиваться дым. Экипаж объявил пожарную тревогу и доложил об этом авиадиспетчеру.
Через 45 секунд после хлопка рейс 328 остановился, свернув перед этим на рулёжную дорожку. Огонь продолжал набирать силу. Под воздействием огня росла температура и плавились иллюминаторы. Движимые страхом пассажиры, находившиеся в хвостовой части самолёта, вышли в проход и хотели двигаться вперёд, но были остановлены объявлением бортпроводника по салонной связи. КВС объявил эвакуацию с правого борта, так как огонь распространялся от левого борта. Сразу после остановки самолёта экипажем была запущена пожарная система левого двигателя и был остановлен правый двигатель (№2).

### Эвакуация
Пока лайнер двигался, в салоне дым практически не накапливался. Однако сразу после того, как он остановился, хвостовую часть салона начал быстро заполнять густой чёрный дым. Затем он по потолку продвинулся к носу и, достигнув перегородки, опустился на пол и начал заполонять весь пассажирский салон.
В салоне началась паника. Первыми вскочили с мест пассажиры, сидевшие на задних рядах и устремились в среднюю часть фюзеляжа, где воздух был ещё чистым. Они спотыкались, падали в проходе, вынуждая других перебираться по спинкам сидений в середину салона; по словам очевидцев, люди «выли и кричали», но практически не двигались вперёд и мешали друг другу.
По словам выживших, от вдыхания дыма чувствовалось жжение и боль, сразу вызывая удушье. Одни пытались использовать одежду или руки в попытке фильтровать дым, другие просто задерживали дыхание. Пассажиры чувствовали сонливость и были дезориентированы, пытаясь продвигаться в сторону выходов вдоль сидений, когда их толкали и пихали. В таких условиях даже пассажиры в носовой части старались продвигаться вперёд по спинкам сидений, избегая перегруженных проходов.
Бортпроводники пытались организовать эвакуацию, успокаивая пассажиров и пытаясь не допустить беспорядочного перемещения по салону.
Когда самолёт остановился, КВС, выглянув из окна, увидел вытекающее из левого двигателя авиатопливо и стремительное увеличение площади пожара. Поэтому он приказал производить эвакуацию с правой стороны, а затем, после выполнения предусмотренных инструкцией процедур, пилоты покинули самолёт через аварийные выходы в кабине (в кабине пилотов в качестве аварийных выходов использовались раздвижные окна, над которыми закреплены специальные канаты).

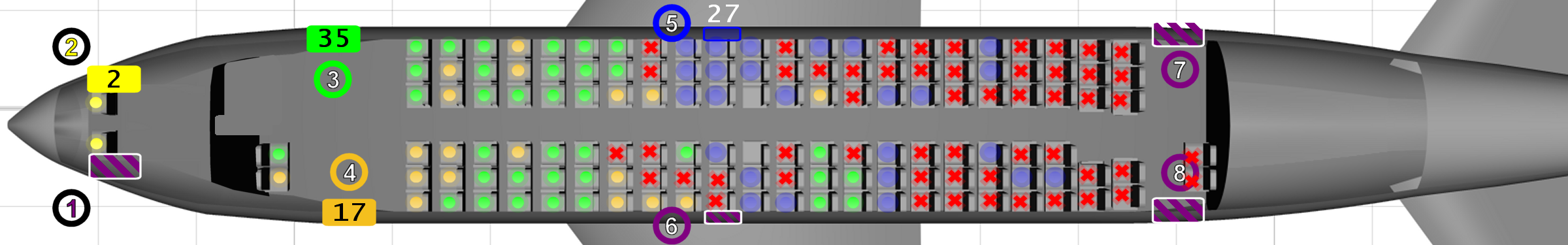
Цветная диаграмма, показывающая, какие пассажиры рейса 328 через какие выходы выбрались (красными крестами обозначены погибшие)

Пассажирский салон борта G-BGJL имел 4 основных двери: 2 в передней части, 2 в задней и 2 аварийных выхода над крыльями (в центре салона). Правая задняя дверь была открыта одной из стюардесс ещё во время движения, однако ею впоследствии никто не воспользовался, а обе находившиеся в хвосте стюардессы Форд и Урбански погибли. Даже сидевшие в хвостовой части пассажиры не знали об открытом выходе и стремились к носу самолёта, где воздух был прозрачнее.
Передние выходы стали открывать только после остановки самолёта. Старший бортпроводник сначала попытался разблокировать переднюю правую дверь, но её заклинило и тогда он открыл левую дверь. Огонь находился на достаточном удалении, поэтому через эту дверь начали выводить людей. Затем бортпроводник вернулся к правой двери и после нескольких попыток сумел открыть и её; таким образом, в передней части самолёта использовались сразу два выхода. Возле левой передней двери пассажирам помогала стюардесса Тофф, а возле правой — старший бортпроводник Брэдбери.
Пассажиры покидали самолёт без ручной клади. Несмотря на это, они застревали между двумя передними переборками в проходе из салона на кухню, образуя «живую пробку». Бортпроводники выдёргивали пассажиров из «пробки», чем обеспечивали движение потока. Кроме этого, многие останавливались возле выхода, ослеплённые ярким светом, и бортпроводники подталкивали людей на скат, чтобы те не задерживали продвижение остальных; одну из девушек, потерявшую сознание возле выхода, стюардессе Тофф пришлось поднять за талию и дотащить до ската.
С каждой минутой дым становился всё гуще и более едким. Вскоре существенно упала видимость, было видно не дальше нескольких дюймов. Когда дышать стало практически невозможно, оба бортпроводника покинули самолёт.
Как впоследствии установило расследование, большинство выживших — 52 из 82 — выбрались именно через передние двери.
Ещё 27 человек спаслись благодаря открытому правому аварийному выходу в середине салона, возле мест 10F и 10E; его разблокировали пассажиры (две девушки), сидевшие рядом с ним, но перед этим люк весом в 22 килограмма упал внутрь салона, придавив одну из пассажирок. На этом самолёте при открытии аварийный люк поворачивается внутрь вокруг нижнего края, поэтому требуется его поднять, чтобы освободить выход. Для этого действия требуется свободное пространство, что с учётом веса люка, а также потому что подлокотники часто опущены (требование при взлёте и посадке), это сделать не просто в условиях чрезвычайной ситуации. Тем не менее, находившийся рядом мужчина помог оттащить дверь в сторону, освободив женщину и открыв выход. Люди стали выбираться на правое крыло. Перед дверью быстро скопилась толпа, пассажиры спотыкались и падали. Некоторые из пассажиров теряли сознание, уже выбравшись наружу. В результате выход был заблокирован телами, лежащими наполовину снаружи, наполовину внутри самолёта.
Вскоре из-за пожара произошёл разлом фюзеляжа в районе задней кромки левого крыла, после чего хвостовая часть упала на землю. Время, когда это произошло, различается в показаниях очевидцев от 30 секунд до 2 минут с момента остановки.
Практически все выжившие покинули самолёт самостоятельно, многие до прибытия спасателей. Всего в катастрофе рейса KT328 выжил 81 человек — 4 члена экипажа (оба пилота и 2 бортпроводника — Брэдбери и Тофф) и 77 пассажиров. Вскоре пожарные обнаружили ещё одного выжившего: это был мальчик, который находился возле аварийного выхода, но не мог выбраться наружу и движениями руки призывал на помощь. Число выживших увеличилось до 82.

### Борьба с огнём

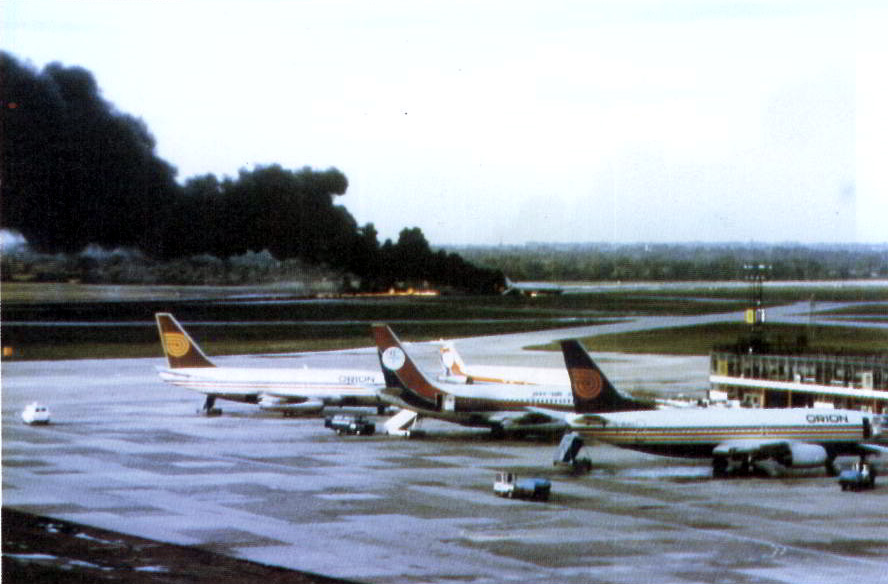
Горящий рейс 328. Вид из аэропорта Манчестера

Пожарные вошли внутрь самолёта спустя 7 минут после его остановки, они воспользовались передней правой дверью. В этот же момент раздался взрыв, который выбросил одного пожарного из фюзеляжа (он был госпитализирован с травмами). В целях безопасности спасателями было принято решение не входить в салон до ликвидации огня. При этом борьба с огнём осложнялась тем, что расчётам за водой приходилось ездить на пожарную станцию, потому что в ближайшем гидранте она была отключена из-за технических работ на водопроводе. В 06:21 к месту катастрофы прибыли городские пожарные расчёты, а в 06:26 пожарные снова вошли в салон.
Через 33 минуты после остановки самолёта, в 06:46, в передней части самолёта был найден последний выживший пассажир. В бессознательном состоянии мужчина был госпитализирован, однако через 6 дней он скончался в больнице.

### Последствия катастрофы
В катастрофе рейса KT328 погибли 55 человек — 2 члена экипажа (стюардессы Форд и Урбански) и 53 пассажира (включая умершего в больнице). Ещё 15 выживших пассажиров получили тяжёлые травмы.
Патологоанатомическая экспертиза 54 погибших проводилась тремя командами экспертов, в каждую из которых входили по одному гражданскому патологоанатому и по одному авиационному патологоанатому из Института патологии и тропической медицины. Также рассматривались аспекты по токсикологии и гистологии. В трахеях у всех погибших были найдены значительные отложения углеродистых частиц с незначительной заложенностью слизистой оболочки, у 17 погибших наблюдалась избыточная заложенность слизистой. У всех погибших в крови были найдены следы бензола и толуола. У 43 (80%) погибших имели уровень цианида в крови выше уровня 135 мг/100 мл, что привело к потере дееспособности, в том числе у 21 было выше 270 мг/100 мл, то есть выше критического порога. У 40 погибших уровень карбоксигемоглобина составлял выше 30% насыщения, что должно приводить к потере трудоспособности, в том числе у 13 погибших уровень превышал 50%, то есть выше критического. Пассажир, который был найден без сознания, умер в больнице из-за тяжёлой травмы лёгких и вызванной этим пневмонии.

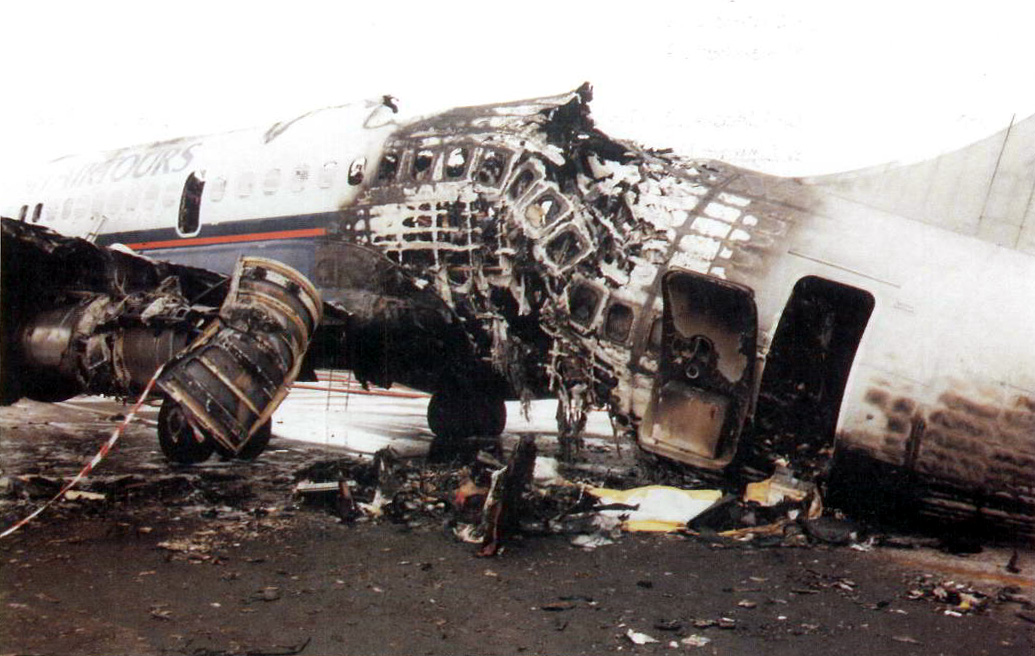
Хвостовая часть рейса 328

Самолёт был разрушен наполовину. Большая часть салона выгорела, но наибольший урон огонь нанёс хвостовой части — там сгорели боковые стенки и крыша, пол провалился в багажный отсек, а хвостовая часть отделилась и упала на ВПП. Кроме того, был разрушен двигатель №1 (левый), пробит левый топливный бак и сгорела часть левого крыла. С правой стороны крыло и двигатель №2 также были существенно повреждены. Носовая часть салона с кабиной пилотов, которая избежала прямого воздействия пожара, была покрыта толстым слоем копоти.

## Расследование
Расследование причин катастрофы рейса KT328 проводил Департамент транспорта Великобритании.
Окончательный отчёт расследования был опубликован 15 декабря 1988 года.
Согласно отчёту, основной причиной катастрофы стала техническая неисправность двигателя №1 (левого), усталость металла и недостаточно качественное техническое обслуживание. Причиной же гибели большинства людей стала недостаточная подготовка самолёта и экипажа к действиям при пожаре. Эта катастрофа привела к ужесточению требований по противопожарной безопасности в авиации.
Было установлено, что двигатель №1 (з/н P702868) перед установкой на борт G-BGJL прошёл техническое обслуживание, в ходе которого была установлена кольцевая камера сгорания от двигателя №2 (з/н P702946). При этом двигатель-донор в сентябре 1983 года был выведен из эксплуатации в связи с регулярными сообщениями о повышенной температуре выходящих газов и визуальном повреждении компрессора. Стенки его камеры сгорания были частично повреждены, однако она была признана ремонтопригодной. Поэтому к 16 ноября 1983 года камера сгорания была отремонтирована. По сохранённым рентгенограммам уже после катастрофы следователи обнаружили, что стенки камеры сгорания имели многочисленные трещины, некоторые из которых достигали в ширину до 25 миллиметров, а в длину до 160 миллиметров. При этом выяснилось, что часть трещин появилась в результате предыдущей эксплуатации двигателя-донора, а часть из-за некачественной сварки при ремонте. Впоследствии в шве были обнаружены пустоты, трещины и инородные включения.
В ходе эксплуатации отремонтированный двигатель неоднократно привлекал внимание экипажей. В технических журналах сохранились записи о ряде технических сбоев:
- 11 записей о медленном разгоне;
- 4 записи о медленном разгоне и «вилке» в положении рычагов управления двигателями;
- 2 записи о «вилке» в положении рычагов управления двигателями;
- 2 записи о медленном запуске.

Три записи были сделаны 5, 20 и 21 августа 1985 года, то есть практически перед катастрофой. Однако технические службы не придавали этим событиям серьёзного внимания и повторный ремонт камеры сгорания не проводился.
В ходе обследования двигателя после катастрофы и сравнения со снимками, сделанными во время ремонта, было установлено, что микротрещины из-за постоянных механических нагрузок разрослись, соединились в более крупные, и, в результате, камера была разорвана по всему периметру. Таким образом, катастрофа начала развиваться из-за усталостных изменений металла.
Разрыв камеры сгорания привёл к частичному разбросу осколков повреждённой части и дестабилизации работы двигателя. В результате одна из частей двигателя пробила топливный бак, находившийся в левом крыле. Авиационный керосин попал на горячий двигатель и воспламенился. При этом топливо продолжало выливаться и после остановки самолёта.
Кроме того, критике были подвергнуты также действия командира экипажа рейса KT328:
- Предполагая в качестве причины «хлопка» лопнувшую шину шасси, он увеличил время торможения лайнера, тем самым сократив последующее время эвакуации для пассажиров.
- При выборе места остановки самолёта он не принял во внимание направление и силу ветра, расположив самолёт таким образом, что его порывы способствовали притоку кислорода и усиливали пожар.

## Последствия катастрофы
По итогам расследования Департамент транспорта Великобритании выдал ряд рекомендаций по повышению безопасности полётов. Они касались требований по техническому обслуживанию, а также обеспечению противопожарной безопасности: в частности, изменён разрешённый порядок перепланировки салона, внедрены светящиеся дорожки, указывающие направление эвакуации, все аварийные выходы отмечаются светящимися табло, сидения возле аварийных выходов должны быть складными и т.п.

## Награды
Стюардессы Джоанна Тофф, Шэрон Форд и Жаклин Урбански были награждены медалями королевы за отвагу (Форд и Урбански посмертно). Кроме того, в 1988 году они, а также старший бортпроводник Артур Брэдбери, получили награду за героизм (FSF Heroism Award) от Фонда безопасности полётов.

## Культурные аспекты
- Катастрофа рейса 328 British Airtours показана в 9 сезоне канадского документального телесериала Расследования авиакатастроф в серии Паника на взлётной полосе.
- Также она упоминается в книге И. А. Муромова «100 великих авиакатастроф» в главе Пожар самолёта «Боинг-737» в Манчестере.